# Xanthophytum capitatum
Xanthophytum capitatum är en måreväxtart som beskrevs av Theodoric Valeton. Xanthophytum capitatum ingår i släktet Xanthophytum och familjen måreväxter. Inga underarter finns listade i Catalogue of Life.